# Бундаш, Мирослав Емельянович
Миросла́в Емелья́нович Бу́ндаш (укр. Мирослав Омелянович Бундаш; род. 22 декабря 1976, Ивановцы, Закарпатская область) — украинский футболист, нападающий.. Мастер спорта Украины международного класса с 2001 года.

## Биография
Воспитанник закарпатского футбола.
В 2001 году футболисты студенческой сборной Украины, впервые завоевали серебряные медали на Универсиаде в Китае под руководством Анатолия Бузника. На том турнире Бундаш стал лучшим бомбардиром украинских студентов, забив 4 мяча в ворота соперников.
В чемпионатах Украины дебютировал 3 июня 1995 в Мукачеве, выйдя на замену в концовке матча против «Звезды-НИБАС». Первый гол забил 10 августа 1998 на 31-й минуте матча «Верховина» — «Динамо-3».
Бундаш 10 лет с перерывами играл за ужгородское «Закарпатье», с которым вышел сначала в Первую лигу, дважды выходил и вылетал из Высшей лиги. По окончании сезона 2007/08 ужгородский клуб не рассчитался с Мирославом по зарплате, поэтому Бундаш отказался возвращаться в клуб в 2009 году.
28 января 2009 ПФЛ обязала «Закарпатье» погасить задолженность перед Бундашем и ещё двумя футболистами. В марте 2009 года команда погасила задолженность перед футболистами. Весной 2009 года Бундаш перешёл в кировоградскую «Звезду». Позже перебрался в «Сумы», где закончил карьеру. По завершении выступлений играл в любительских закарпатских клубах «Мукачево» и «Ужгород».
С 2012 года — тренер в штабе ужгородской «Говерлы».

## Достижения
- Серебряный призёр Всемирной Универсиады: 2001
- Победитель Первой лиги Украины (2): 2001, 2004
- Серебряный Первой лиги Украины 2007
- Победитель Второй лиги Украины (2): 1999, 2009
- Лучший бомбардир студенческой сборной Украины (4 гола) на Универсиаде 2001 года.